# Roperia
Roperia is een geslacht van weekdieren uit de klasse van de Gastropoda (slakken).

## Soort
- Roperia poulsoni (Carpenter, 1864)